# Дыевка
Дыевка, Дыйка (бел. Дыеўка, Дыйка) — река в Червенском районе Минской области Белоруссии, левый приток реки Гать.
Длина реки — 15 км. Площадь водосборного бассейна — 62 км². Уклон реки — 0,8 м/км. Высота устья над уровнем моря — 166,4 м.
Берёт начало в 2,5 км к северо-западу от деревни Осово, течёт в юго-восточном направлении по открытой местности, однако уже через 750 метров меняет направление на юго-западное, протекая через лесной массив к северо-западу от болота Руднянец. Возле деревни Городище выходит на открытую местность и меняет направление на западное, минуя деревню Дыя, и за деревней Островиты поворачивает на юг, через 2,9 км снова принимает юго-западное направление, спустя менее чем километр поворачивает на запад, через 0,7 км, проходя под мостом через дорогу местного значения — снова на юго-запад. Впадает в Гать в 1,5 км к северу от деревни Куколевка. Русло реки полностью канализировано.
Предположительно, от названия реки происходит название деревни Дыя.